# Roger Wilson
Mats Roger Wilson, född 25 mars 1970 utanför Landskrona, Skåne, är en svensk kulturjournalist och radioprogramledare. 
Wilson har varit programledare för bland annat filmprogrammet Kino och P1 Kultur i Sveriges Radio P1. Han var tidigare filmredaktör för Nöjesguiden och filmkritiker i P1, samt en av författarna till boken Bögjävlar. Han har också varit krönikör i P1-programmet Stil och skrivit för tidskriften Rodeo.
I mars 2014 tillträdde Wilson posten som Sveriges Radios kulturkorrespondent. I februari 2021 började han arbeta som Sveriges Radios New York-korrespondent.

## Fotnoter
1. 1 2  Sveriges befolkning 1990, Riksarkivet, 2011, ISBN 978-91-88366-91-7.[källa från Wikidata]
2. ↑  ”Nytt filmprogram i Sveriges Radio”. Svenska Dagbladet. 23 december 2007. ISSN 1101-2412. https://www.svd.se/nytt-filmprogram-i-sveriges-radio. Läst 19 mars 2021.
3. ↑  ””Man ska få allt från P1 Kultur””. DN.SE. 8 december 2015. https://www.dn.se/kultur-noje/man-ska-fa-allt-fran-p1-kultur/. Läst 19 mars 2021.
4. ↑  Kulturkorrespondenter
5. ↑  ”Roger Wilson ny korrespondent i New York - Pressinformation”. sverigesradio.se. Sveriges Radio. https://sverigesradio.se/artikel/7621633. Läst 19 mars 2021.